# Balvarı
Balvarı är en ort i Azerbajdzjan.   Den ligger i distriktet Sabirabad Rayonu, i den centrala delen av landet, 120 kilometer väster om huvudstaden Baku. Antalet invånare är 379.
Terrängen runt Balvarı är mycket platt. Runt Balvarı är det ganska tätbefolkat, med 80 invånare per kvadratkilometer.. Närmaste större samhälle är Saatlı, 17,0 kilometer sydväst om Balvarı.
Trakten runt Balvarı består till största delen av jordbruksmark.